# استارکرفت: بازسازی‌شده
استارکرفت: بازسازی‌شده (به انگلیسی: StarCraft: Remastered) نسخه بازسازی شده بازی ویدئویی استارکرافت محصول ۱۹۹۸ به همراه بسته الحاقی آن یعنی استارکرفت:جنگ تولیدمثل است که در ۱۴ اوت ۲۰۱۷ منتشر شد. این بازی گیم پلی استارکرفت اورجینال را حفظ می‌کند، اما دارای گرافیک فوق‌العاده با کیفیت بالا (HD)، صداهای ضبط شده مجدد و مجموعه ویژگی‌های آنلاین مدرن است. این نسخه در طی یک سال ساخته شد و شامل تست بازی از بازیکنان حرفه ای StarCraft بود.
استارکرفت: بازسازی‌شده اولین پروژه منتشر شده توسط «بخش بازی‌های کلاسیک» بود، تیمی در بلیزارد با تمرکز اولیه در استارکرافت، دیابلو ۲ و وارکرفت ۳ بر روی به روزرسانی و بازسازی برخی عناوین قدیمی خود تمرکز کردند. قبل از انتشار، استارکرفتاصلی و گسترش دهنده آن، هر دو برای بارگیری و بازی کردن رایگان بودند. این Remaster از ویژگی‌های بصری و صدا استفاده می‌کند در حالی که هنوز از همان موتور اصلی استفاده می‌کند که به شما امکان سازگاری cross-play را در هر دو نسخه می‌دهد.
پس از انتشار، این نسخه نظرات مطلوبی را بدست آورد ، منتقدان زیادی موفقیت آن را در به روزرسانی تصاویر در حالی که گیم پلی بازی بدون تغییر باقی مانده بود، ستودند.

## بازتاب‌ها
| گردآورنده | امتیاز |
| --------- | ------ |
| متاکریتیک | 85/100 |

| ناشر      | امتیاز |
| --------- | ------ |
| آی‌جی‌ان    | 9/10   |
| Softpedia | 9/10   |
| AusGamers | 9/10   |
| 4Players  | 80%    |
| PC Games  | 80%    |

پس از به روزرسانی از سر گرفته شده برای استارکرفت اصلی و گسترش دهنده آن، جنگ تولیدمثل، رسانه‌های بازی و فناوری از تعهد بلیزارد به بازی‌های قدیمی خود، قدردانی کردند. اعلام رایگان شدن بازی اصلی و ساخت یک ریمستر نیز با گمانه زنی‌هایی برای انتشار ریمسترهای احتمالی بلیزارد همراه بود.